# Enemor Ener
Enemorina Eaner ou Enemor Ener est un woreda du centre-sud de l'Éthiopie situé dans la zone Gurage.
Il a 167 770 habitants en 2007 et son centre administratif est Gunchire.
Sa partie sud se détache au début des années 2020 pour former le woreda Enor Ener.
Il fait partie de la région des nations, nationalités et peuples du Sud jusqu'au transfert de la zone Gurage dans la région Éthiopie du Centre en août 2023.
Le nom du woreda, littéralement « Enemor et Ener », rassemble les noms de deux sous-groupes des Gouragués de langue gouragué sebat bet[réf. souhaitée]. Il peut s'écrire Enemorina Eaner,,, Enemorna Ener,, ou plus simplement Enemor Ener.
Gunchire se trouve 40 km au sud de Welkite,, et Kose une vingtaine de kilomètres plus loin, à la limite avec la zone Hadiya,.
Situé dans la partie ouest de la zone Gurage, le woreda est limitrophe de la zone Jimma de la région Oromia.
Il fait partie du bassin versant de l'Omo par la rivière Gibe et s'étend sur une grande partie du parc national de Gibe Sheleko.
|        | Cheha       |          |
| Sekoru | Enemor Ener | Geta     |
| Yem    | Misha Gibe  | Endegagn |

Le recensement national de 2007 fait état pour ce woreda d'une population de 167 770 habitants dont 4 % de citadins.
La population urbaine se compose de 4 917 habitants à Gunchire et 1 673 habitants à Kose.
Environ 61 % des habitants du woreda sont musulmans, 30 % sont orthodoxes, 7 % sont protestants et 1 % sont catholiques.
En 2022, la population est estimée sur le même périmètre à 227 373 personnes avec une densité de population de 249 personnes par km2 et 915 km2 de superficie,.
Cependant, au début des années 2020, Enemor Ener perd la partie sud de son territoire au bénéfice du woreda Enor Ener qui occupe 334 km2 au contact de la zone Hadiya,.